# 1 (Album)
1 ist das zwölfte Kompilationsalbum der britischen Musikgruppe The Beatles nach deren Trennung, das bisher veröffentlichte Aufnahmen beinhaltet; in den USA war es deren zehntes. Das Album erschien am 13. November 2000 in Großbritannien und Deutschland, am 14. November 2000 in den USA.

## Entstehung
Die Idee, die britischen und die US-amerikanischen kommerziell erfolgreichsten Hits auf einem Album zu veröffentlichen, wurde erstmals im Oktober 1982 mit dem Album 20 Greatest Hits realisiert, wobei der Inhalt der britischen und der US-amerikanischen Version des Albums nicht identisch ist, da die Nummer-eins-Hits in den beiden Ländern nicht deckungsgleich sind. 18 Jahre später wurde die Idee wieder aufgegriffen und so wurde ein Album chronologisch von Love Me Do bis The Long and Winding Road mit 27 Titeln digital aufbereitet. Der Albumtitel 1 bezieht sich darauf, dass alle Lieder auf dem Album Nummer-eins-Hits waren. Maßgebend waren dabei die offiziellen UK-Charts von Record Retailer (später in Music Week umbenannt) und die US-amerikanischen Pop-Single-Charts Billboard Hot 100. Zusammengestellt wurden die Titel von dem Beatles-Produzenten George Martin und den zu diesem Zeitpunkt noch lebenden Ex-Beatles Paul McCartney, George Harrison und Ringo Starr.
In der britischen Single-Hitparade erreichten 19 Beatles-Lieder den ersten Platz (von From Me to You am 26. April 1963 bis The Ballad of John and Yoko am 5. Juni 1969). Die Titel Day Tripper / We Can Work It Out sowie Yellow Submarine / Eleanor Rigby waren jeweils als Doppel-A-Seite notiert.
Die Zeitschrift New Musical Express verzeichnete Please Please Me als ersten Nummer-eins-Hit der Beatles. In den offiziellen UK-Charts kam Please Please Me allerdings nur bis Platz 2 und ist deshalb folgerichtig nicht in die Kompilation mit aufgenommen worden.
20 der 27 Titel waren auf Platz 1 in den Billboard Hot 100 notiert. For You Blue, das als Doppel-A-Seite zusammen mit The Long and Winding Road veröffentlicht worden war, wurde nicht in die Sammlung aufgenommen, da in den USA die Lieder getrennt gewertet werden und For You Blue sich nicht platziert hatte. Der Titel Love Me Do – in Großbritannien bereits im Oktober 1962 mit Platz 17 der erste Hitparadenerfolg der Beatles überhaupt – erreichte auf dem Plattenlabel „Tollie“ in den USA veröffentlicht und im Zuge der „British Invasion“ am 30. Mai 1964 dort die Spitzenposition.
Eine Ausnahme bildet der von George Harrison geschriebene Titel Something, der weder in Großbritannien noch in den „Billboard Hot 100“ auf Platz 1 notiert war. In den UK-Charts kam er als Doppel-A-Seite zusammen mit Come Together lediglich bis auf Rang 4. In den USA war Something hingegen als B-Seite des Nummer-eins-Hits Come Together getrennt gelistet und erreichte dort nur den dritten Platz.
Alle Titel des Albums 1 befinden sich auch auf den Kompilationsalben 1962–1966 und 1967–1970.
Die Lieder des Albums wurden von Peter Mew und seinen Assistenten Peter Cobbin und Steve Rooke in den Abbey Road Studios remastert. Für die Projektkoordinierung war Allan Rouse zuständig.
In Großbritannien wurde zusätzlich noch ein Vinyl-Doppelalbum und eine Musikkassette veröffentlicht.
Das Album 1 stieg eine Woche nach der Veröffentlichung in die britischen, deutschen und US-amerikanischen Charts auf Platz eins ein. Es war das 15. Nummer-eins-Album der Beatles in Großbritannien, das 19. Nummer-eins-Album in den USA und das elfte Nummer-eins-Album in Deutschland. Im März 2010 wurde das Album in den USA mit Multi-Platin für elf Millionen verkaufte Exemplare ausgezeichnet. Im Oktober 2014 wurde vom Billboard Magazin berichtet, dass sich allein die US-amerikanischen Verkäufe auf 12,4 Millionen Exemplare belaufen.
In Deutschland war das Album neun Wochen auf dem ersten Platz der Charts und bis zum Jahr 2016 insgesamt 73 Wochen platziert.
Das Album 1 erreichte in über 30 Ländern die Nummer-eins-Position der jeweiligen Charts und ist mit über 31 Millionen verkauften Exemplaren bisher eines der kommerziell erfolgreichsten Alben des 21. Jahrhunderts.

## Wiederveröffentlichung

### 2011er Wiederveröffentlichung
Am 13. September 2011 wurde das Album 1 mit den 2009er remasterten Liedern wiederveröffentlicht.
Während das Original der 2000er CD-Veröffentlichung aus einem Slimcase bestand, wurde die 2011er Version als aufklappbares Pappcover veröffentlicht. Das Album ist seit September 2011 als Download bei iTunes erhältlich, ab dem 17. Juni 2016 war das Album auch bei anderen Anbietern und bei Streaming-Diensten verfügbar.
In Europa wurde erst am 4. Dezember 2014 ein Vinyl-Doppelalbum mit den remasterten Liedern veröffentlicht.

### 2015er Wiederveröffentlichung
Am 6. November 2015 wurde das Album 1 zum zweiten Mal wiederveröffentlicht. Bei dieser Version wurden die Lieder von Giles Martin und Sam Okell in den Abbey Road Studios neu abgemischt. Dabei sind bei einigen Liedern deutlich hörbare Unterschiede zu vernehmen. Das Mastering erfolgte von Miles Showell, ebenfalls in den Abbey Road Studios. Als Soundproduzent wurde Giles Martin aufgeführt.
- Bei Love Me Do, From Me to You, She Loves You und I Want to Hold Your Hand und The Ballad of John and Yoko wurden nur geringfügige Veränderungen vorgenommen.
- Bei Can’t Buy Me Love und A Hard Day’s Night ist der Gesang dominanter.
- Die beiden Gesangsstimmen wurden bei I Feel Fine auf dem rechten und linken Kanal getrennt.
- Die Stereo-Anordnung des Gesangs wurde bei Eight Days a Week, Ticket to Ride, Help! (auf Echo wurde verzichtet), Day Tripper We Can Work It Out, Lady Madonna, Yellow Submarine, Eleanor Rigby und The Long and Winding Road verändert.
- Bei Yesterday ist der Gesang klarer und der Hall wurde entfernt.
- Das Schlagzeug und die Leadgitarre wurden bei Paperback Writer mittig, während der Gesang rechts und links gesetzt wurde.
- Einige Instrumente bei dem Lied Penny Lane sind, bedingt durch die angehobene Lautstärke, dominanter.
- Bei All You Need Is Love, Hello, Goodbye, Hey Jude und Get Back wurde das Schlagzeug mittig gesetzt
- Bei Something ist die Streicherbegleitung im Stereobild verändert.
- Bei Come Together wurde die Stereoanordnung des Gitarrenspiels verändert.
- Bei Let It Be wurde die Stereoanordnung einiger Instrumente verändert.

Am 4. Dezember 2015 wurde zusätzlich ein Vinyl-Doppelalbum mit den neu abgemischten Liedern veröffentlicht.

### 2022er Wiederveröffentlichung
Am 28. Februar 2022 wurde das Album 1 in Dolby Atmos auf Streaming-Plattformen veröffentlicht. Die Abmischung erfolgte von Giles Martin.

## Covergestaltung
Das Albumcover stammt von der Firma The Team und Rick Ward. Die Rückseite des CD-Albums enthält vier künstlerisch veränderte Fotos der einzelnen Beatles. Die Fotos wurden am 17. August 1967 von Richard Avedon gemacht. Bei dem Vinyl-Doppelalbum sind die vier Fotos auf der Innenseite des Klappcovers zu sehen. Das 32-seitige CD-Begleitheft enthält ein Vorwort von George Martin, die kurzen Informationen zu den einzelnen Liedern stammen von Mark Lewisohn, die abgedruckten internationalen Schallplattencover wurden von Bruce Spizer und Joachim Noske zur Verfügung gestellt.
Bei der Wiederveröffentlichung im Jahr 2015 wurde bei der Kombination CD/DVD und CD/Blu-Ray statt der üblichen Covergestaltung des Albums (gelbe 1 auf roten Hintergrund) eine rote 1 mit gelben Hintergrund gewählt.
Die Deluxe-Version, die in der Kombination CD/Zwei-DVD und CD/Zwei-Blu-Ray veröffentlicht wurde, zeigte eine blaue 1+ auf rotem Hintergrund.

## Titelliste
| Nr. | Lied                         | Autor            | Leadgesang       | Länge | Erstveröffentlichung           |
| --- | ---------------------------- | ---------------- | ---------------- | ----- | ------------------------------ |
| 01  | Love Me Do                   | Lennon/McCartney | McCartney        | 2:21  | vom Album Please Please Me     |
| 02  | From Me to You               | Lennon/McCartney | Lennon/McCartney | 1:56  | Single-A-Seite                 |
| 03  | She Loves You                | Lennon/McCartney | Lennon/McCartney | 2:21  | Single-A-Seite                 |
| 04  | I Want to Hold Your Hand     | Lennon/McCartney | Lennon/McCartney | 2:26  | Single-A-Seite                 |
| 05  | Can’t Buy Me Love            | Lennon/McCartney | McCartney        | 2:11  | Single-A-Seite                 |
| 06  | A Hard Day’s Night           | Lennon/McCartney | Lennon/McCartney | 2:33  | vom Album A Hard Day’s Night   |
| 07  | I Feel Fine                  | Lennon/McCartney | Lennon           | 2:19  | Single-A-Seite                 |
| 08  | Eight Days a Week            | Lennon/McCartney | Lennon/McCartney | 2:43  | vom Album Beatles for Sale     |
| 09  | Ticket to Ride               | Lennon/McCartney | Lennon           | 3:10  | vom Album Help!                |
| 10  | Help!                        | Lennon/McCartney | Lennon           | 2:19  | vom Album Help!                |
| 11  | Yesterday                    | Lennon/McCartney | McCartney        | 2:05  | vom Album Help!                |
| 12  | Day Tripper                  | Lennon/McCartney | Lennon/McCartney | 2:49  | Single-A-Seite                 |
| 13  | We Can Work It Out           | Lennon/McCartney | McCartney        | 2:15  | Single-A-Seite                 |
| 14  | Paperback Writer             | Lennon/McCartney | McCartney        | 2:19  | Single-A-Seite                 |
| 15  | Yellow Submarine             | Lennon/McCartney | Starr            | 2:38  | vom Album Revolver             |
| 16  | Eleanor Rigby                | Lennon/McCartney | McCartney        | 2:06  | vom Album Revolver             |
| 17  | Penny Lane                   | Lennon/McCartney | McCartney        | 3:01  | Single-A-Seite                 |
| 18  | All You Need Is Love         | Lennon/McCartney | Lennon           | 3:48  | Single-A-Seite                 |
| 19  | Hello, Goodbye               | Lennon/McCartney | McCartney        | 3:38  | Single-A-Seite                 |
| 20  | Lady Madonna                 | Lennon/McCartney | McCartney        | 2:17  | Single-A-Seite                 |
| 21  | Hey Jude                     | Lennon/McCartney | McCartney        | 7:10  | Single-A-Seite                 |
| 22  | Get Back (mit Billy Preston) | Lennon/McCartney | McCartney        | 3:12  | Single-A-Seite                 |
| 23  | The Ballad of John and Yoko  | Lennon/McCartney | Lennon           | 3:00  | Single-A-Seite                 |
| 24  | Something                    | Harrison         | Harrison         | 3:02  | vom Album Abbey Road           |
| 25  | Come Together                | Lennon/McCartney | Lennon           | 4:19  | vom Album Abbey Road           |
| 26  | Let It Be                    | Lennon/McCartney | McCartney        | 3:51  | Single-A-Seite (Singleversion) |
| 27  | The Long and Winding Road    | Lennon/McCartney | McCartney        | 3:39  | vom Album Let It Be            |

## Doppel-LP-Version
| Seite 1 1. Love Me Do 2. From Me to You 3. She Loves You 4. I Want to Hold Your Hand 5. Can’t Buy Me Love 6. A Hard Day’s Night 7. I Feel Fine 8. Eight Days a Week | Seite 2 1. Ticket to Ride 2. Help! 3. Yesterday 4. Day Tripper 5. We Can Work It Out 6. Paperback Writer 7. Yellow Submarine 8. Eleanor Rigby |

| Seite 3 1. Penny Lane 2. All You Need Is Love 3. Hello, Goodbye 4. Lady Madonna 5. Hey Jude | Seite 4 1. Get Back (mit Billy Preston) 2. The Ballad of John and Yoko 3. Something 4. Come Together 5. Let It Be 6. The Long and Winding Road |

## Musikvideos von1+
Zeitgleich mit der Wiederveröffentlichung vom Album 1 erschien am 6. November 2015 eine DVD/Blu-ray. Sie beinhaltet alle 27 Musikvideos der Lieder des Albums 1. Der Name des Videoalbums lautet 1+. Die DVD oder Blu-Ray ist jeweils separat oder jeweils in Verbindung mit der CD 1 erhältlich. Zusätzlich erschien eine Deluxe-Version als DVD oder Blu-Ray mit jeweils einer zusätzlichen DVD/Blu-Ray, die weitere 23 Musikvideos enthält. Die Deluxe-Version beinhaltet ein 124-seitiges bebildertes Buch, das zu jedem Musikvideo Informationen anführt. Die Abmischung der Tonspulen im 5.1-Format erfolgte ebenfalls von Giles Martin und Sam Okell, außer bei den Liedern Free as a Bird und Real Love, die von Jeff Lynne, Steve Ray, Giles Martin und Sam Okell neu abgemischt wurden. Die neue Stereo-Abmischung der Lieder Free as a Bird und Real Love erfolgte von Jeff Lynne und Steve Ray. Bei beiden Liedern ist der Gesang von John Lennon klarer hörbar, die Gitarrenbegleitung wurde in den Abmischungen der beiden Lieder verändert und der Anfang von Real Love wurde durch die veränderte Abmischung neu gestaltet.
Die Restauration der Musikvideos erfolgte unter der Leitung von Mark Bonnici und Graham Jones mit einem 16-köpfigen Team.
Folgende Musikvideos sind enthalten:
DVD/Blu-Ray Eins
| Titel                              | Aufnahmedatum/Produktionsdatum      | Ort der Aufnahme                                                                       | Regisseur                                        |
| ---------------------------------- | ----------------------------------- | -------------------------------------------------------------------------------------- | ------------------------------------------------ |
| Love Me Do                         | 27. August 1963 / 2015              | The Little Theatre, Southport                                                          | Don Haworth (1963) / Matthew Longfellow (2015)   |
| From Me to You                     | 4. November 1963                    | Prince of Wales Theatre, London 1963 / Liveaufnahme                                    | Robert Nesbit / Bill Ward                        |
| She Loves You                      | 30. Oktober 1963                    | Narren-Teatern, Gröna Lund, Stockholm / Fernsehsendung 1963                            | Lasse Sari                                       |
| I Want to Hold Your Hand           | 25. November 1963                   | Studio Four, Granada TV Centre, Manchester / Fernsehsendung 1963                       | Unbekannt                                        |
| Can’t Buy Me Love                  | 28. April 1964                      | Wembley Studios, London / Fernsehsendung 1964                                          | Rita Gillespie                                   |
| A Hard Day’s Night                 | 20. Juni 1965                       | Palais des Sports, Paris / Liveaufnahme 1965                                           | Jean Christophe-Averty                           |
| I Feel Fine (Erste Version)        | 23. November 1965                   | Twickenham Film Studios, London                                                        | Joe McGrath                                      |
| Eight Days a Week                  | 15. August 1965 / 2015              | Shea Stadium, New York City                                                            | Mathew Longfellow (2015)                         |
| Ticket to Ride                     | 23. November 1965                   | Twickenham Film Studios, London                                                        | Joe McGrath                                      |
| Help!                              | 23. November 1965                   | Twickenham Film Studios, London                                                        | Joe McGrath                                      |
| Yesterday                          | 14. August 1965 / Liveaufnahme 1965 | Studio 50, New York City                                                               | Tim Kiley                                        |
| Day Tripper (Erste Version)        | 23. November 1965                   | Twickenham Film Studios, London                                                        | Joe McGrath                                      |
| We Can Work It Out (Erste Version) | 23. November 1965                   | Twickenham Film Studios, London                                                        | Joe McGrath                                      |
| Paperback Writer (Erste Version)   | 19./20. Mai 1966                    | Abbey Road Studios, London/Chiswick House, London                                      | Michael Lindsay-Hogg                             |
| Yellow Submarine                   | 1968                                | -                                                                                      | George Dunning (1968) / Mathew Longfellow (2015) |
| Eleanor Rigby                      | 1968                                | Teil des Zeichentrickfilms Yellow Submarine                                            | George Dunning                                   |
| Penny Lane                         | 5. und 7. Februar 1967              | Knole Park, Sevenoaks, Kent/Angel Lane, London                                         | Peter Goldmann                                   |
| All You Need Is Love               | 25. Juni 1967                       | Studio One, Abbey Road Studios, London/Fernsehübertragung 1967                         | Derek Burrell Davis                              |
| Hello, Goodbye (Erste Version)     | 10. November 1967                   | Saville Theatre, London                                                                | Paul McCartney                                   |
| Lady Madonna                       | 11. und 14. Februar 1968            | Abbey Road Studios, London                                                             | The Beatles                                      |
| Hey Jude (Erste Version)           | 4. September 1968                   | Twickenham Film Studios, London                                                        | Michael Lindsay-Hogg                             |
| Get Back                           | 30. Januar 1969                     | Apple Gebäude, London                                                                  | Michael Lindsay-Hogg                             |
| The Ballad of John and Yoko        | Januar bis April 1969               | Verschiedene Orte                                                                      | The Beatles                                      |
| Something                          | Oktober 1969                        | Tittenhurst Park, Ascot; Kinfauns, Esher; Brookfield, Elstead; Campbeltown, Schottland | The Beatles                                      |
| Come Together                      | 2000                                | -                                                                                      | Alexandre Garnier und Christophe Branche         |
| Let It Be                          | 31. Januar 1969                     | Apple Studios, London                                                                  | Michael Lindsay-Hogg                             |
| The Long and Winding Road          | 31. Januar 1969                     | Apple Gebäude, London                                                                  | Michael Lindsay-Hogg                             |

DVD/Blu-Ray Zwei
| Titel                                       | Aufnahmedatum/Produktionsdatum        | Ort der Aufnahme | Regisseur                                        |
| ------------------------------------------- | ------------------------------------- | --- | ------------------------------------------------ |
| Twist and Shout                             | 14. August 1963 / Fernsehsendung 1963 | Granada TV Centre, Manchester | unbekannt                                        |
| Baby It’s You                               | April 1963 / 1994                     | BBC Paris Theatre, London | Geoff Wonfor                                     |
| Words of Love                               | 1963 / 2013                           | – | Lee Gingold / Giles Dill / Pete Candeland        |
| Please Please Me                            | 9. Februar 1964                       | Studio 50, New York City / Liveaufnahme 1964 | Tim Kiley                                        |
| I Feel Fine (Zweite Version)                | 23. November 1965                     | Twickenham Film Studios, London | Joe McGrath                                      |
| Day Tripper (Zweite Version)                | 23. November 1965                     | Twickenham Film Studios, London | Joe McGrath                                      |
| Day Tripper (Dritte Version)                | 23. November 1965                     | Twickenham Film Studios, London | Joe McGrath                                      |
| We Can Work It Out (Zweite Version)         | 23. November 1965                     | Twickenham Film Studios, London | Joe McGrath                                      |
| Paperback Writer (Zweite Version)           | 19./20. Mai 1966                      | Abbey Road Studios, London/Chiswick House, London | Michael Lindsay-Hogg                             |
| Rain (Erste Version)                        | 19./20. Mai 1966                      | Abbey Road Studios, London/Chiswick House, London | Michael Lindsay-Hogg                             |
| Rain (Zweite Version)                       | 19./20. Mai 1966                      | Abbey Road Studios, London/Chiswick House, London | Michael Lindsay-Hogg                             |
| Strawberry Fields Forever                   | 30./31. Januar 1967                   | Knole Park, Sevenoaks, Kent | Peter Goldmann                                   |
| Within You Without You/Tomorrow Never Knows | 1966, 1967 / 2006                     | Verwendung der Musikvideos von "Rain", "Strawberry Fields Forever", "Penny Lane", "Hello, Goodbye" und "All You Need Is Love" sowie Teile vom Film Magical Mystery Tour | Simon Hilton                                     |
| A Day in the Life                           | 10. Februar 1967                      | Abbey Road Studios, London | The Beatles                                      |
| Hello, Goodbye (Zweite Version)             | 10. November 1967                     | Saville Theatre, London | Paul McCartney                                   |
| Hello, Goodbye (Dritte Version)             | 10. November 1967                     | Saville Theatre, London | Paul McCartney                                   |
| Hey Bulldog                                 | 11. Februar 1968 / 1999               | Abbey Road Studios, London | The Beatles                                      |
| Hey Jude (Zweite Version)                   | 4. September 1968                     | Twickenham Film Studios, London | Michael Lindsay-Hogg                             |
| Revolution                                  | 4. September 1968                     | Twickenham Film Studios, London | Michael Lindsay-Hogg                             |
| Get Back                                    | 28. Januar 1969 / 2003                | Apple Gebäude, London | Michael Lindsay-Hogg (1969) / Bob Smeaton (2003) |
| Don’t Let Me Down                           | 30. Januar 1969 / 2003                | Apple Gebäude, London | Michael Lindsay-Hogg (1969) / Bob Smeaton (2003) |
| Free as a Bird                              | 1995                                  | - | Joe Pytka                                        |
| Real Love                                   | 1995                                  | Hog Hill Studio | Kevin Godley und Geoff Wonfor                    |

## Kommerzieller Erfolg

### Chartplatzierungen
| ChartsChartplatzierungen       | Höchstplatzierung | Wochen |
| ------------------------------ | ----------------- | ------ |
| Deutschland (GfK)              | 1 (76 Wo.)        | 76     |
| Österreich (Ö3)                | 1 (62 Wo.)        | 62     |
| Schweiz (IFPI)                 | 1 (67 Wo.)        | 67     |
| Vereinigte Staaten (Billboard) | 1 (555 Wo.)       | 555    |
| Vereinigtes Königreich (OCC)   | 1 (… Wo.)         | …      |

| ChartsJahrescharts (2000) | Platzierung |
| ------------------------- | ----------- |
| Deutschland (GfK)         | 9           |
| Österreich (Ö3)           | 19          |
| Schweiz (IFPI)            | 21          |

| ChartsJahrescharts (2001) | Platzierung |
| ------------------------- | ----------- |
| Deutschland (GfK)         | 6           |
| Österreich (Ö3)           | 1           |
| Schweiz (IFPI)            | 10          |

| ChartsJahrescharts (2002)      | Platzierung |
| ------------------------------ | ----------- |
| Vereinigte Staaten (Billboard) | 94          |

- Die 2011er Wiederveröffentlichung erreichte Platz 6 in Großbritannien, Platz 4 in den USA und Platz 33 in Deutschland in den jeweiligen Charts.
- Die 2015er Wiederveröffentlichung erreichte Platz 5 in Großbritannien, Platz 6 in den USA und Platz 2 in Deutschland in den jeweiligen Charts.

### Auszeichnungen für Musikverkäufe
| Land/Region                  | Auszeichnungen für Musikverkäufe (Land/Region, Auszeichnung, Verkäufe) | Verkäufe    |
| ---------------------------- | ---------------------------------------------------------------------- | ----------- |
| Argentinien (CAPIF)          | 2× Platin                                                              | 120.000     |
| Australien (ARIA)            | 10× Platin                                                             | 750.000     |
| Belgien (BRMA)               | 5× Platin                                                              | (250.000)   |
| Brasilien (PMB)              | Platin                                                                 | 250.000     |
| Chile (IFPI)                 | Platin                                                                 | 25.000      |
| Dänemark (IFPI)              | 4× Platin (EMI Music) · + Platin (Universal)                           | (220.000)   |
| Deutschland (BVMI)           | 11× Gold                                                               | (1.650.000) |
| Europa (IFPI)                | 9× Platin                                                              | 9.000.000   |
| Finnland (IFPI)              | Platin                                                                 | (77.609)    |
| Frankreich (SNEP)            | 2× Platin                                                              | (600.000)   |
| Griechenland (IFPI)          | Gold                                                                   | (3.000)     |
| Italien (FIMI)               | 2× Platin                                                              | (100.000)   |
| Japan (RIAJ)                 | 2× Diamant                                                             | 2.000.000   |
| Kanada (MC)                  | Diamant                                                                | 1.081.000   |
| Kolumbien (ASINCOL)          | Gold                                                                   | 20.000      |
| Neuseeland (RMNZ)            | 15× Platin                                                             | 225.000     |
| Niederlande (NVPI)           | 2× Platin                                                              | (160.000)   |
| Norwegen (IFPI)              | 3× Platin                                                              | (150.000)   |
| Österreich (IFPI)            | 3× Platin                                                              | (150.000)   |
| Polen (ZPAV)                 | Platin                                                                 | (70.000)    |
| Portugal (AFP)               | 3× Platin                                                              | (60.000)    |
| Schweden (IFPI)              | 2× Platin                                                              | (160.000)   |
| Schweiz (IFPI)               | 3× Platin                                                              | (150.000)   |
| Spanien (Promusicae)         | 5× Platin                                                              | (500.000)   |
| Taiwan (RIT)                 | 2× Platin                                                              | 100.000     |
| Vereinigte Staaten (RIAA)    | 11× Platin                                                             | 12.410.000  |
| Vereinigtes Königreich (BPI) | 13× Platin                                                             | (3.900.000) |
| Insgesamt                    | 3× Gold · 97× Platin · 4× Diamant ·                                    | 25.981.000  |

Hauptartikel: The Beatles/Auszeichnungen für Musikverkäufe